# Festival international de films de femmes de Créteil 1995
La 17e édition du Festival international de films de femmes de Créteil se tient à la Maison des arts et de la culture à Créteil, préfecture du département du Val-de-Marne, du 31 mars au 9 avril 1995,.

## Palmarès
- Grand Prix du Jury – Meilleur long métrage de fiction : Eden Valley d’Amber Production Team (Grande-Bretagne)
- Prix AFJ – Meilleur long métrage documentaire : Dorothea Lange, a Visual Life de Meg Partridge (États-Unis), mention spéciale pour Gagarine, la Vas Liubila de Valentina Roudenko (Ukraine)
- Prix Graine de Cinéphage – Meilleur long métrage de fiction : Prêtre (Priest) d’Antonia Bird (Royaume-Uni)
- Prix du Jury UPEC Université Paris-Est-Créteil – Meilleur court métrage européen : Home Away From Home de Maureen Blackwood (Royaume-Uni), mention spéciale pour The Stranger Within Me de Geraldine Creed (Irlande)
- Prix Programmes courts et créations CANAL + Meilleur court métrage : Iron Waltz de Ruth Louz (Pays-Bas)
- Prix du Public – Meilleur long métrage de fiction : When Night is Falling de Patricia Rozema (Canada)
- Prix du Public –  Meilleur long métrage documentaire  : A litany For Survival : The Life and Work of Audre Lorde de Michelle Parkenson et Ada Gay Griffin (États-Unis)
- Prix du Public – Meilleur court métrage étranger : Mein Feind - Bilder einer Ausstellung (Mon ennemi) de Bettina Flitner (Allemagne)
- Prix du Public – Meilleur court métrage français : Fuites de Pauline Rebufat et Baptiste Kleitz